# Matthias Herget
Matthias Herget (Annaberg-Buchholz, 1955. november 14. –) világbajnoki ezüstérmes német labdarúgó, hátvéd, edző.

## Pályafutása

### Klubcsapatban
1965-ben a Rot-Weiß Bismarck Gelsenkirchen csapatában kezdte a labdarúgást, majd 1973-ban az SC Gelsenkirchen 07 korosztályos együttesében folytatta. 1976-ban a VfL Bochum csapatában mutatkozott be az élvonalban. Két szezon után a másodosztályú Rot-Weiß Essennél folytatta pályafutását, ahol többnyire középpályás poszton játszott és az utolsó három idényben összesen 36 gólt szerzett.  1982-ben a másodosztályú Bayer Uerdingenhez igazolt, ahol csapata az első idényben feljutott az élvonalba. 1985-ben tagja volt a nyugatnémet kupa-győztes csapatnak. Sokáig az együttes csapatkapitánya volt. Az 1989–90-es idényben a Schalke 04 játékosa volt és itt fejezte be az aktív labdarúgást. Összesen 237 élvonalbeli Bundesliga mérkőzésen szerepelt és 26 gólt szerzett.

### A válogatottban
1983 és 1988 között 39 alkalommal szerepelt a nyugatnémet válogatottban és négy gólt szerzett. 1983. október 26-án mutatkozott be Törökország ellen, ahol csapata 5–1-es győzelmet aratott és Hans-Peter Briegel helyére állt be az utolsó tíz percre. Tagja volt az 1986-os világbajnoki ezüstérmes csapatnak Mexikóban, de csak a 2–0-s vereséggel végződő Dánia elleni csoportmérkőzésen szerepelt. A hazai rendezésű 1988-as Európa-bajnokságon bronzérmet szerzett a válogatottal. 1976 és 1978 között 13 alkalommal szerepelt a nyugatnémet amatőr válogatottban és két gólt szerzett. 1983-ban háromszoros U21-es válogatott volt és három gólt ért el.

### Edzőként
Számos alsóbb osztály klub szakmai munkáját irányította. Többek között az SSV Buer, Eisbachthaler Sportfreunde 1919 és az 1. FC Bocholt tevékenykedett.

## Sikerei, díjai
NSZK
- Világbajnokság
  - ezüstérmes: 1986, Mexikó
- Európa-bajnokság
  - bronzérmes: 1988, NSZK

 Bayer Uerdingen
- Nyugatnémet kupa (DFB-Pokal)
  - győztes: 1985